# ゲラナ

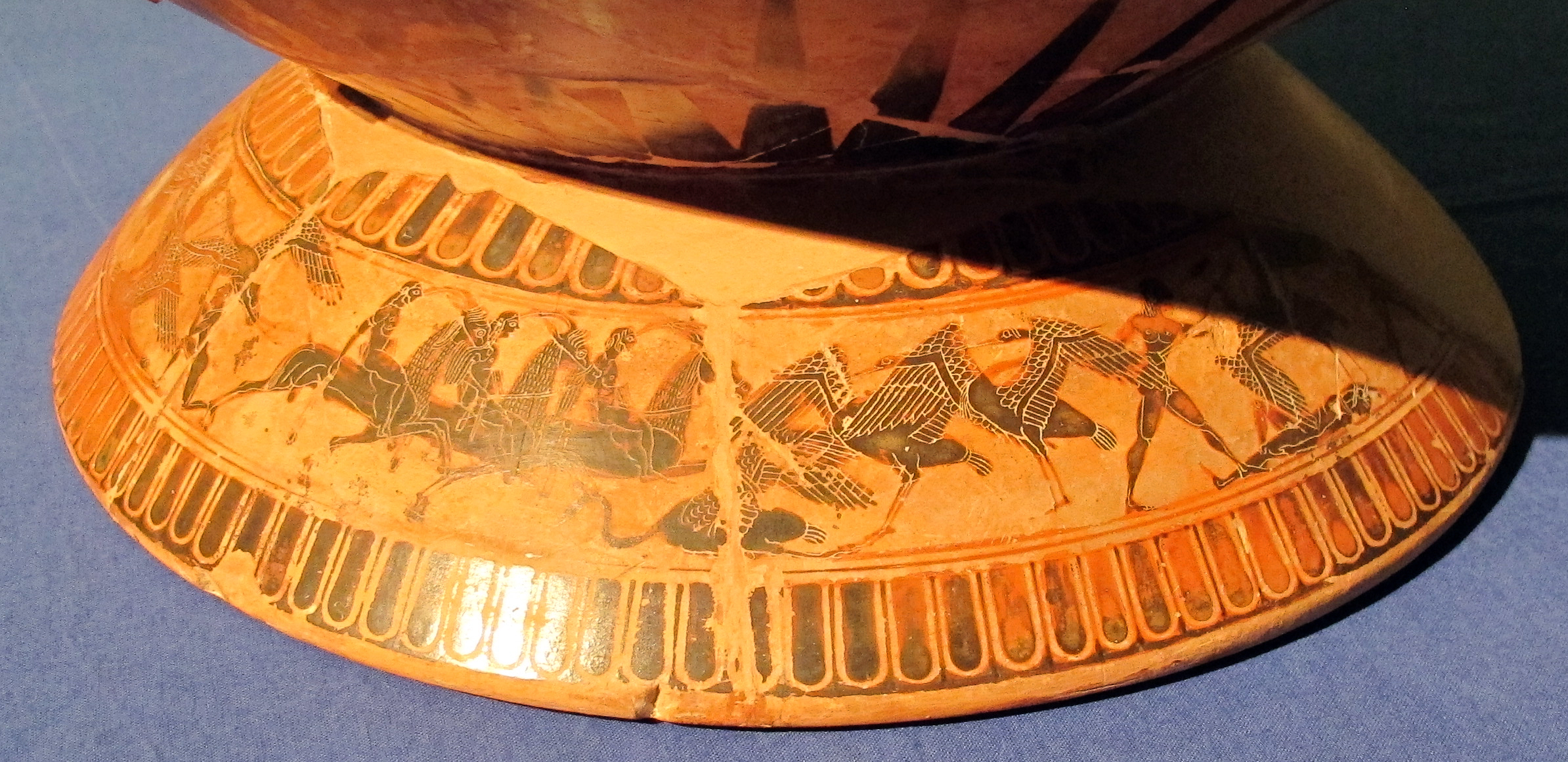
フランソワの壺に描かれた鶴とピュグマイオイの戦い。前570年から前560年頃。フィレンツェ国立考古学博物館所蔵。

ゲラナ（古希: Γεράνα, Gerana）は、ギリシア神話に登場する小人族ピュグマイオイの女性である。傲慢であったために鶴に変えられた。

## 神話
著述家アテーナイオスが『食卓の賢人たち』の中で引用するボイオスの物語によると、ゲラナはピュグマイオイの人々から尊敬を集めていたが、ゲラナはヘーラーとアルテミスを尊敬しなかった。そのためヘーラーは立腹し、ゲラナを鶴の姿に変えた。さらに彼女を崇拝していたピュグマイオイとゲラナとを敵対させた。オウィディウスの『変身物語』第6巻では、ゲラナの物語はアテーナー（ローマ神話のミネルウァ）がアラクネーと勝負した際に、織物に描き込んだ物語の1つとして語られている。オウィディウスは同箇所で簡潔に、ゲラナが神々と争おうとしたために鶴に変えられ、ピュグマイオイと敵対するよう仕向けられたと述べている。
アントーニーヌス・リーベラーリスの物語はアテーナイオスと同じくボイオスに依拠しているが、ヘーラーによって鶴に変えられたピュグマイオイの女性の名前はオイノエーとなっている。